# Danh sách tiểu hành tinh: 21901–22000
| Tên                 | Tên đầu tiên | Ngày phát hiện       | Nơi phát hiện                      | Người phát hiện                      |
| ------------------- | ------------ | -------------------- | ---------------------------------- | ------------------------------------ |
| 21901 -             | 1999 VZ11    | 10 tháng 11 năm 1999 | Fountain Hills                     | C. W. Juels                          |
| 21902 -             | 1999 VD12    | 10 tháng 11 năm 1999 | Fountain Hills                     | C. W. Juels                          |
| 21903 Wallace       | 1999 VE12    | 10 tháng 11 năm 1999 | Fountain Hills                     | C. W. Juels                          |
| 21904 -             | 1999 VV12    | 11 tháng 11 năm 1999 | Fountain Hills                     | C. W. Juels                          |
| 21905 -             | 1999 VX14    | 2 tháng 11 năm 1999  | Kitt Peak                          | Spacewatch                           |
| 21906 -             | 1999 VH20    | 11 tháng 11 năm 1999 | Fountain Hills                     | C. W. Juels                          |
| 21907 -             | 1999 VM20    | 11 tháng 11 năm 1999 | Fountain Hills                     | C. W. Juels                          |
| 21908 -             | 1999 VQ21    | 12 tháng 11 năm 1999 | Đài thiên văn Zvjezdarnica Višnjan | K. Korlević                          |
| 21909 -             | 1999 VR21    | 12 tháng 11 năm 1999 | Višnjan Observatory                | K. Korlević                          |
| 21910 -             | 1999 VT23    | 14 tháng 11 năm 1999 | Fountain Hills                     | C. W. Juels                          |
| 21911 -             | 1999 VW23    | 14 tháng 11 năm 1999 | Fountain Hills                     | C. W. Juels                          |
| 21912 -             | 1999 VL24    | 15 tháng 11 năm 1999 | Fountain Hills                     | C. W. Juels                          |
| 21913 Taylorjones   | 1999 VK28    | 3 tháng 11 năm 1999  | Socorro                            | LINEAR                               |
| 21914 Melakabinoff  | 1999 VX34    | 3 tháng 11 năm 1999  | Socorro                            | LINEAR                               |
| 21915 Lavins        | 1999 VE35    | 3 tháng 11 năm 1999  | Socorro                            | LINEAR                               |
| 21916 -             | 1999 VU37    | 3 tháng 11 năm 1999  | Socorro                            | LINEAR                               |
| 21917 -             | 1999 VY37    | 3 tháng 11 năm 1999  | Socorro                            | LINEAR                               |
| 21918 -             | 1999 VN45    | 4 tháng 11 năm 1999  | Catalina                           | CSS                                  |
| 21919 Luga          | 1999 VV47    | 3 tháng 11 năm 1999  | Socorro                            | LINEAR                               |
| 21920 -             | 1999 VZ47    | 3 tháng 11 năm 1999  | Socorro                            | LINEAR                               |
| 21921 Camdenmiller  | 1999 VE49    | 3 tháng 11 năm 1999  | Socorro                            | LINEAR                               |
| 21922 Mocz          | 1999 VK49    | 3 tháng 11 năm 1999  | Socorro                            | LINEAR                               |
| 21923 -             | 1999 VT52    | 3 tháng 11 năm 1999  | Socorro                            | LINEAR                               |
| 21924 Alyssaovaitt  | 1999 VN53    | 4 tháng 11 năm 1999  | Socorro                            | LINEAR                               |
| 21925 Supasternak   | 1999 VW53    | 4 tháng 11 năm 1999  | Socorro                            | LINEAR                               |
| 21926 Jacobperry    | 1999 VH54    | 4 tháng 11 năm 1999  | Socorro                            | LINEAR                               |
| 21927 Sarahpierz    | 1999 VB55    | 4 tháng 11 năm 1999  | Socorro                            | LINEAR                               |
| 21928 Prabakaran    | 1999 VX55    | 4 tháng 11 năm 1999  | Socorro                            | LINEAR                               |
| 21929 Nileshraval   | 1999 VP56    | 4 tháng 11 năm 1999  | Socorro                            | LINEAR                               |
| 21930 -             | 1999 VP61    | 4 tháng 11 năm 1999  | Socorro                            | LINEAR                               |
| 21931 -             | 1999 VB64    | 4 tháng 11 năm 1999  | Socorro                            | LINEAR                               |
| 21932 Rios          | 1999 VP65    | 4 tháng 11 năm 1999  | Socorro                            | LINEAR                               |
| 21933 Aaronrozon    | 1999 VL70    | 4 tháng 11 năm 1999  | Socorro                            | LINEAR                               |
| 21934               | 1999 VY71    | 7 tháng 11 năm 1999  | Xinglong                           | Beijing Schmidt CCD Asteroid Program |
| 21935 -             | 1999 VZ77    | 4 tháng 11 năm 1999  | Socorro                            | LINEAR                               |
| 21936 Ryan          | 1999 VH79    | 4 tháng 11 năm 1999  | Socorro                            | LINEAR                               |
| 21937 Basheehan     | 1999 VV80    | 4 tháng 11 năm 1999  | Socorro                            | LINEAR                               |
| 21938 -             | 1999 VE81    | 4 tháng 11 năm 1999  | Socorro                            | LINEAR                               |
| 21939 Kasmith       | 1999 VJ89    | 4 tháng 11 năm 1999  | Socorro                            | LINEAR                               |
| 21940 -             | 1999 VU91    | 7 tháng 11 năm 1999  | Socorro                            | LINEAR                               |
| 21941 -             | 1999 VU92    | 9 tháng 11 năm 1999  | Socorro                            | LINEAR                               |
| 21942 Subramanian   | 1999 VN106   | 9 tháng 11 năm 1999  | Socorro                            | LINEAR                               |
| 21943 -             | 1999 VG114   | 9 tháng 11 năm 1999  | Catalina                           | CSS                                  |
| 21944 -             | 1999 VA118   | 9 tháng 11 năm 1999  | Kitt Peak                          | Spacewatch                           |
| 21945 Kleshchonok   | 1999 VL135   | 13 tháng 11 năm 1999 | Anderson Mesa                      | LONEOS                               |
| 21946 -             | 1999 VD138   | 9 tháng 11 năm 1999  | Catalina                           | CSS                                  |
| 21947 -             | 1999 VG141   | 10 tháng 11 năm 1999 | Kitt Peak                          | Spacewatch                           |
| 21948 -             | 1999 VY149   | 14 tháng 11 năm 1999 | Socorro                            | LINEAR                               |
| 21949 Tatulian      | 1999 VA156   | 12 tháng 11 năm 1999 | Socorro                            | LINEAR                               |
| 21950 -             | 1999 VS158   | 14 tháng 11 năm 1999 | Socorro                            | LINEAR                               |
| 21951 -             | 1999 VE159   | 14 tháng 11 năm 1999 | Socorro                            | LINEAR                               |
| 21952 Terry         | 1999 VD165   | 14 tháng 11 năm 1999 | Socorro                            | LINEAR                               |
| 21953 -             | 1999 VB176   | 2 tháng 11 năm 1999  | Catalina                           | CSS                                  |
| 21954 -             | 1999 VU178   | 6 tháng 11 năm 1999  | Socorro                            | LINEAR                               |
| 21955 -             | 1999 VW178   | 6 tháng 11 năm 1999  | Socorro                            | LINEAR                               |
| 21956 Thangada      | 1999 VE179   | 6 tháng 11 năm 1999  | Socorro                            | LINEAR                               |
| 21957 -             | 1999 VU179   | 6 tháng 11 năm 1999  | Socorro                            | LINEAR                               |
| 21958 Tripuraneni   | 1999 VU185   | 15 tháng 11 năm 1999 | Socorro                            | LINEAR                               |
| 21959 -             | 1999 VM186   | 15 tháng 11 năm 1999 | Socorro                            | LINEAR                               |
| 21960 -             | 1999 VH189   | 15 tháng 11 năm 1999 | Socorro                            | LINEAR                               |
| 21961 -             | 1999 VE203   | 8 tháng 11 năm 1999  | Catalina                           | CSS                                  |
| 21962 Scottsandford | 1999 VS203   | 9 tháng 11 năm 1999  | Anderson Mesa                      | LONEOS                               |
| 21963 -             | 1999 VP207   | 13 tháng 11 năm 1999 | Catalina                           | CSS                                  |
| 21964 Kevinhousen   | 1999 VK213   | 13 tháng 11 năm 1999 | Anderson Mesa                      | LONEOS                               |
| 21965 Dones         | 1999 VO213   | 13 tháng 11 năm 1999 | Anderson Mesa                      | LONEOS                               |
| 21966 -             | 1999 WJ9     | 27 tháng 11 năm 1999 | Anderson Mesa                      | LONEOS                               |
| 21967 -             | 1999 WS9     | 30 tháng 11 năm 1999 | Oizumi                             | T. Kobayashi                         |
| 21968 -             | 1999 WE10    | 30 tháng 11 năm 1999 | Oizumi                             | T. Kobayashi                         |
| 21969 -             | 1999 WJ17    | 30 tháng 11 năm 1999 | Kitt Peak                          | Spacewatch                           |
| 21970 Tyle          | 1999 XC      | 1 tháng 12 năm 1999  | Socorro                            | LINEAR                               |
| 21971 -             | 1999 XG      | 1 tháng 12 năm 1999  | Socorro                            | LINEAR                               |
| 21972 -             | 1999 XU      | 2 tháng 12 năm 1999  | Socorro                            | LINEAR                               |
| 21973 -             | 1999 XP1     | 2 tháng 12 năm 1999  | Socorro                            | LINEAR                               |
| 21974 -             | 1999 XV1     | 3 tháng 12 năm 1999  | Fountain Hills                     | C. W. Juels                          |
| 21975 -             | 1999 XR2     | 4 tháng 12 năm 1999  | Fountain Hills                     | C. W. Juels                          |
| 21976 -             | 1999 XV2     | 4 tháng 12 năm 1999  | Fountain Hills                     | C. W. Juels                          |
| 21977 -             | 1999 XW2     | 4 tháng 12 năm 1999  | Fountain Hills                     | C. W. Juels                          |
| 21978 -             | 1999 XW3     | 4 tháng 12 năm 1999  | Catalina                           | CSS                                  |
| 21979 -             | 1999 XQ4     | 4 tháng 12 năm 1999  | Catalina                           | CSS                                  |
| 21980 -             | 1999 XA5     | 4 tháng 12 năm 1999  | Catalina                           | CSS                                  |
| 21981 -             | 1999 XX5     | 4 tháng 12 năm 1999  | Catalina                           | CSS                                  |
| 21982 -             | 1999 XL8     | 4 tháng 12 năm 1999  | Gekko                              | T. Kagawa                            |
| 21983 -             | 1999 XB12    | 6 tháng 12 năm 1999  | Catalina                           | CSS                                  |
| 21984 -             | 1999 XC12    | 6 tháng 12 năm 1999  | Catalina                           | CSS                                  |
| 21985 Šejna         | 1999 XG15    | 2 tháng 12 năm 1999  | Ondřejov                           | L. Šarounová                         |
| 21986 Alexanduribe  | 1999 XO17    | 2 tháng 12 năm 1999  | Socorro                            | LINEAR                               |
| 21987 -             | 1999 XH18    | 3 tháng 12 năm 1999  | Socorro                            | LINEAR                               |
| 21988 -             | 1999 XQ20    | 5 tháng 12 năm 1999  | Socorro                            | LINEAR                               |
| 21989 Werntz        | 1999 XU20    | 5 tháng 12 năm 1999  | Socorro                            | LINEAR                               |
| 21990 Garretyazzie  | 1999 XH22    | 6 tháng 12 năm 1999  | Socorro                            | LINEAR                               |
| 21991 Zane          | 1999 XM23    | 6 tháng 12 năm 1999  | Socorro                            | LINEAR                               |
| 21992 -             | 1999 XZ23    | 6 tháng 12 năm 1999  | Socorro                            | LINEAR                               |
| 21993 -             | 1999 XH26    | 6 tháng 12 năm 1999  | Socorro                            | LINEAR                               |
| 21994 -             | 1999 XU26    | 6 tháng 12 năm 1999  | Socorro                            | LINEAR                               |
| 21995 -             | 1999 XL29    | 6 tháng 12 năm 1999  | Socorro                            | LINEAR                               |
| 21996 -             | 1999 XP31    | 6 tháng 12 năm 1999  | Socorro                            | LINEAR                               |
| 21997 -             | 1999 XP36    | 7 tháng 12 năm 1999  | Fountain Hills                     | C. W. Juels                          |
| 21998 -             | 1999 XH37    | 7 tháng 12 năm 1999  | Fountain Hills                     | C. W. Juels                          |
| 21999 Disora        | 1999 XS38    | 7 tháng 12 năm 1999  | Campo Catino                       | F. Mallia                            |
| 22000 -             | 1999 XF40    | 7 tháng 12 năm 1999  | Socorro                            | LINEAR                               |